# 1827 год в литературе

## Книги
- «Арап Петра Великого» — повесть Александра Пушкина.
- «Благородный театр» — пьеса Михаила Загоскина.
- «Ганц Кюхельгартен» — поэма Николая Гоголя (опубликована в 1829).
- «Гузля» (Guzla) — сборник народных песен Проспера Мериме.
- «Репетиция на станции» — пьеса Михаила Загоскина.
- «Шутка, сатира, ирония и глубокий смысл» (Scherz, Satire, Ironie und tiefere Bedeutung) — комедия Христиана Дитриха Граббе.

## Родились
- 6 февраля —  Шьяма Шастри, индийский поэт (умер в 1827).
- 18 февраля — Леопольд Бранислав Абафи, словацкий писатель, драматург, публицист (умер в 1883).
- 24 апреля — Жюль Норьяк, французский писатель, драматург, либреттист, журналист, театральный деятель (умер в 1882).
- 12 июня — Иоханна Спири, швейцарская писательница, автор рассказов для детей (умерла в 1901).
- 11 июля — Поль де Сен-Виктор, французский эссеист, театральный и литературный критик (умер в 1881).
- 7 августа — Матильда Джейн Эванс, австралийская писательница (умерла в 1886).
- 13 августа — Франсиско Гомес де Аморим, португальский поэт и писатель (ум. 1891).
- 20 августа — Шарль Теодор Анри де Костер, бельгийский писатель (умер в 1879).
- 5 октября — Леоне Фортис, итальянский писатель и журналист (умер в 1895).
- 8 декабря — Николай Васильевич Гербель, русский поэт-переводчик и издатель (умер в 1883).
- 13 декабря — Луиза Айзенхардт, немецкая писательница (умерла в 1901).
- 19 декабря – Александр Арнабольди, итальянский поэт (умер в 1896).

## Скончались
- 15 марта — Дмитрий Владимирович Веневитинов, русский поэт (родился в 1805).
- 9 июня — Карло Росмини, итальянский писатель (родился в 1758).
- 12 августа — Уильям Блейк, английский поэт и художник (родился в 1757).
- 23 сентября — Клод Франсуа Больё, французский публицист (родился в 1754).
- 4 ноября — Вильгельм Гауф, немецкий писатель-сказочник (родился в 1802).
- 1 декабря – Джозеф Берингтон, английский духовный писатель (род. 1743).
- 15 декабря — Хелен Мария Уильямс, британская поэтесса, прозаик, эссеист и переводчик (родилась в 1759).
- 26 декабря —  Феликс Яроньски, польский философ (родился  в 1777).
- Гульхани, Кокандских поэт